# 交通系
交通系（こうつうけい, 繁体字: 交通系; 拼音: jiaotongxi, 英: Communications Clique）とは、中華民国初期に存在した政治集団。旧交通系と新交通系の2種類が存在し、本項目では、その両者について記述する。

## 旧交通系
旧交通系は、一般に梁士詒が最高指導者とみなされることが多い。梁以外の主な旧交通系の幹部として、周自斉、汪有齢、葉恭綽、朱啓鈐、陳振先、陸夢熊などがあげられる。
梁士詒は清末から早くも政治家として台頭していた。1907年（光緒33年）に梁は鉄路総局局長と交通銀行幇理（交通銀行の創設そのものにも関与している）に任命され、これにより鉄道・郵便部門において自己の政治勢力を拡大させ始めている。鉄道・郵便や財政金融の官僚たちを主な構成員とする政治集団であることから、一般に「交通系」と呼ばれることになった。
中華民国建国後、梁士詒は袁世凱から総統府秘書長に起用され、交通銀行総理も兼任した。交通銀行は国庫の代理とされ、さらに紙幣発行の権限も得たため、梁の交通系はますます勢力を拡大させることになった。1913年（民国2年）9月、梁は袁の命により御用政党公民党を結成し、交通系の要人たちでこれを運営した。梁は公民党を率いて、国会で袁を正式な大総統に選出させるよう画策し、これに成功している。
さらに梁士詒は袁世凱の皇帝即位にも尽力し、1915年（民国4年）12月にいったんは成功させた。しかし護国戦争の発生に伴う、内外世論の悪化を受け、翌年3月に袁は皇帝即位を取り消す。6月、袁が死去して黎元洪が大総統となると、梁は皇帝即位画策の主犯として指名手配されてしまい、日本に亡命した。
1918年（民国7年）2月に、梁士詒は指名手配を取り消され、帰国した。梁は120人余りの旧交通系政治家を糾合して豊盛倶楽部を結成し、国会内で安福倶楽部に次ぐ党派とした。ただし梁もまた、安福倶楽部や後述する新交通系同様に安徽派を支持している。

## 新交通系
新交通系は、一般に曹汝霖が最高指導者とみなされることが多い。その他の幹部としては、陸宗輿、曽雲沛、丁士源、権量、賀賛元などがあげられる。
曹汝霖は、袁世凱が死去し梁士詒が日本に亡命してから、台頭を開始する。1916年（民国5年）秋、曹は交通銀行総理に任命された。これ以後、曹は安徽派指導者である段祺瑞の下で交通総長・署理財政総長を歴任する。また翌年10月には、陸宗輿が幣制局総裁に任じられた。これにより、曹らが梁に取って代わる形で交通・財政部門を拠点に政治勢力拡大を図るようになったため、「新交通系」と称されるようになった。
旧交通系が欧米諸国に拠ったのに対し、新交通系は日本を後ろ盾とする傾向が強かった。曹汝霖が西原亀三と交渉し、1918年に総額1億4500万円の大規模な西原借款を取得したことは、その典型的な事例である。また、梁士詒が自己の出身地である広東省の財界に主に拠ったのに対し、曹らは北京・天津・上海など大都市を主に根拠地とした。

## 両交通系の末路
しかし民国初期における政治変動のなかで、両交通系は漂流を余儀なくされていくことになる。1919年（民国8年）には曹汝霖・陸宗輿が、五四運動において国内世論から対日融和姿勢を糾弾され失脚した。梁士詒は奉天派の張作霖の支援を受ける形で、1921年（民国10年）12月に国務総理となるが、翌年1月、早くも内閣は崩壊している。そして同年4月の第1次奉直戦争で張が敗北すると、梁はまたしても指名手配を受けることになり、日本に逃亡した。
その後、梁士詒も曹汝霖も、北京政府が健在の間は復権する機会を得た。しかし国民政府の北伐により北京政府が崩壊すると、2人とも下野を余儀なくされた。この時点をもって、新旧の交通系は政治集団として完全に消滅したことになる。